# Tín lý Cơ đốc Phục lâm

Logo của Giáo hội Cơ đốc Phục lâm An thất nhật

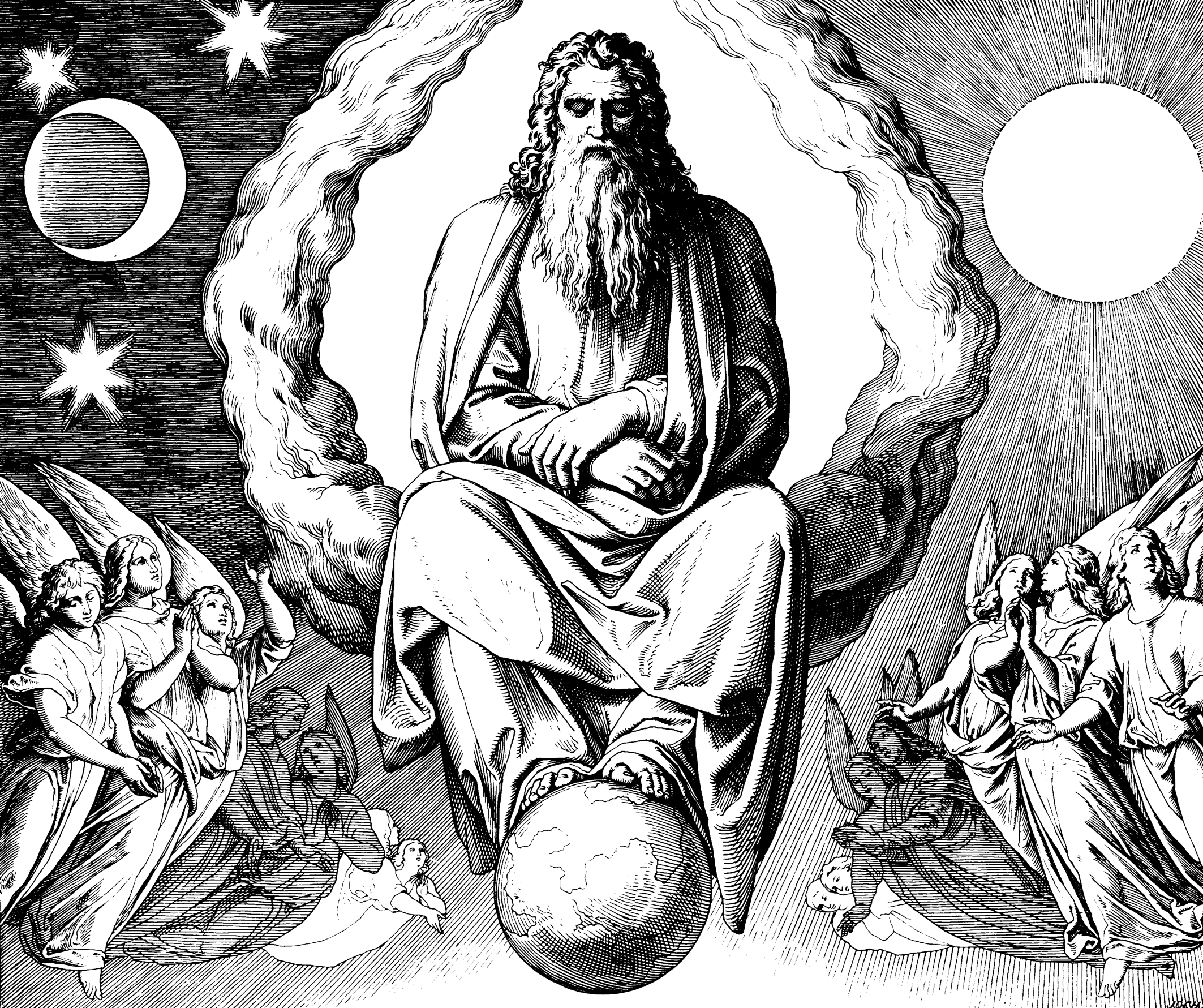
Minh hoạ cảnh Chúa nghỉ ngơi vào ngày thứ Bảy (An thất nhật)

Tín lý Cơ đốc Phục lâm (Seventh-day Adventist theology) là tín lý và giáo thuyết của Giáo hội Cơ Đốc Phục Lâm An thất nhật (Seventh-day Adventist Church). Thần học của Giáo hội Cơ đốc Phục lâm giống với Cơ đốc giáo Tin lành thời kỳ đầu, kết hợp các yếu tố từ các nhánh Tin lành Luther (Kháng Cách), thần học Wesleyan-Arminian và Trùng tẩy phái (Anabaptist). Những tín nhân theo đạo Cơ Đốc Phục Lâm tin vào sự dạy dỗ về tính không thể sai lầm của Kinh thánh về sự cứu rỗi, đến từ ân điển thông qua đức tin nơi Chúa Giê-su Christ. Có 28 niềm tin cơ bản tạo nên quan điểm giáo lý hiện tại của Hội thánh, nhưng chúng cũng có thể được sửa đổi dưới sự hướng dẫn của Chúa Thánh Thần và không phải là một tín điều. Niềm tin và học thuyết của Hội thánh được xuất bản lần đầu tiên vào năm 1872 tại Battle Creek Michigan dưới dạng một tuyên bố ngắn gọn được gọi là "Sơ lược về đức tin của chúng ta". Cơ đốc Phục lâm là một giáo phái Cơ Đốc giáo, được xếp vào nhánh Cải Chánh Giáo, giáo hội này được phân biệt với các giáo hội Kitô giáo khác qua việc thực hành thờ phượng vào ngày thứ Bảy thay vì Chủ Nhật.
Giáo phái này còn có tên chính thức là Giáo hội Cơ Đốc Phục Lâm An Thất Nhật, trong đó Cơ Đốc nghĩa là Giêsu Ki-tô, Phục Lâm là lại đến (tái lâm), An là nghỉ ngơi, Thất Nhật là ngày thứ Bảy, với niềm tin rằng ngày thứ bảy trong tuần theo lịch của Cơ Đốc giáo và Do Thái giáo mới chính là ngày Sabát, và sự nhấn mạnh về sự tái lâm sắp xảy ra (sự xuất hiện) của Chúa Giêsu. Một số học thuyết dị biệt của Giáo hội Cơ Đốc Phục Lâm giúp phân biệt nó với các Hội thánh Cơ đốc giáo khác như Sự vĩnh cửu của ngày Sa-bát thứ bảy (An thất nhật) vì Giáo hội Cơ đốc Phục lâm được biết đến nhiều nhất từ niềm tin của họ cho rằng ngày thứ bảy phải được tuân giữ như ngày Sa bát, thay vì cách quen làm của đa số Cơ đốc nhân là nhóm thờ phượng Đức Chúa Trời vào ngày Chúa nhật, tức ngày đầu tuần lễ. Những đặc trưng trong giáo thuyết khác gồm trạng thái vô thức của người chết và giáo thuyết về một cuộc phán xét điều tra. Giáo phái này cũng được biết đến với sự chú trọng về chế độ ăn uống và bảo vệ sức khỏe, bao gồm việc tuân thủ lề luật Kashrut, ủng hộ việc ăn chay. Giáo phái cũng được biết đến với việc thúc đẩy tự do tôn giáo, các nguyên tắc và lối sống bảo thủ của mình. Tuy vậy, những người theo đạo Tin Lành bảo thủ coi Cơ đốc Phục lâm như một thứ tà giáo.

## Lược sử

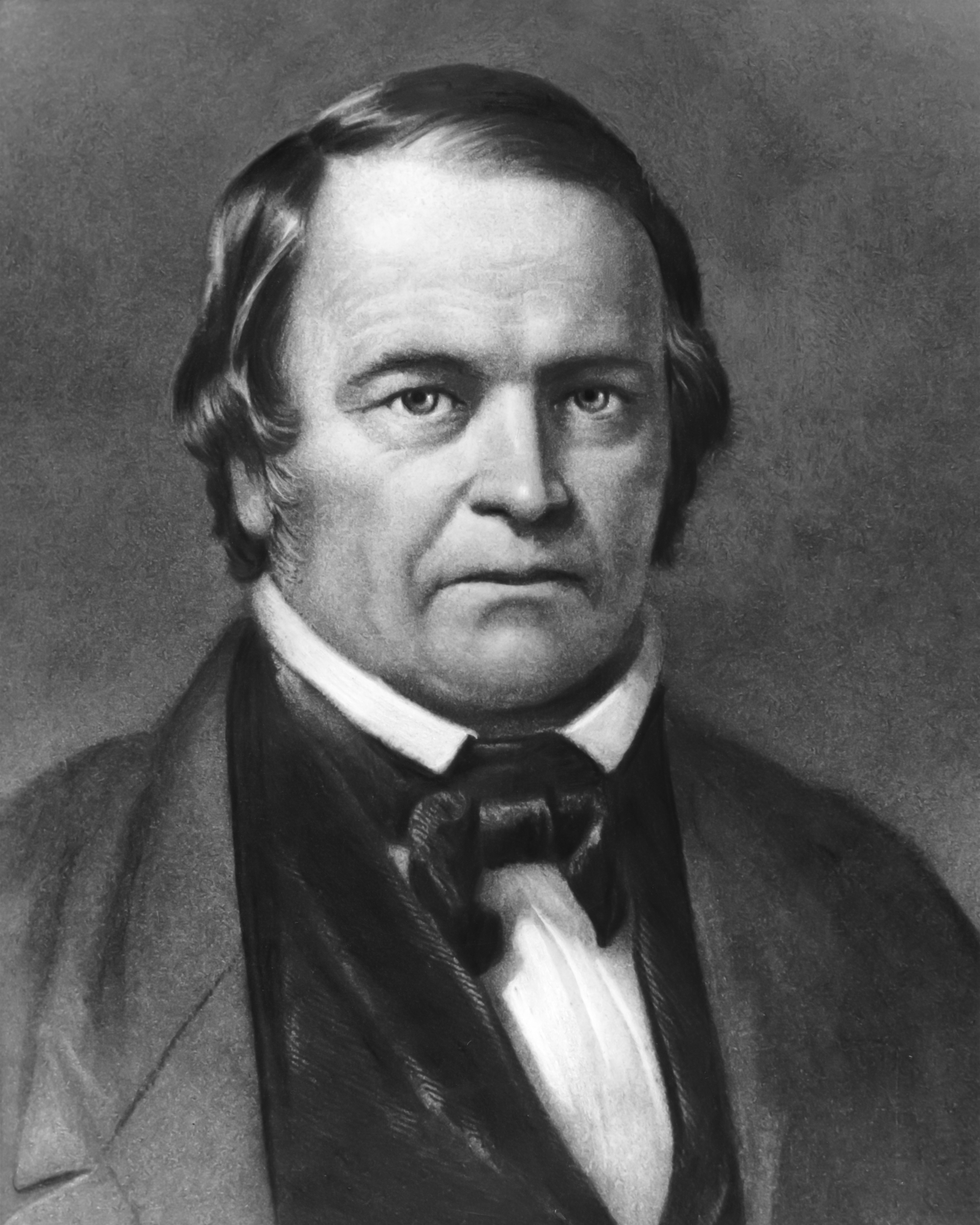
Ông William Miller

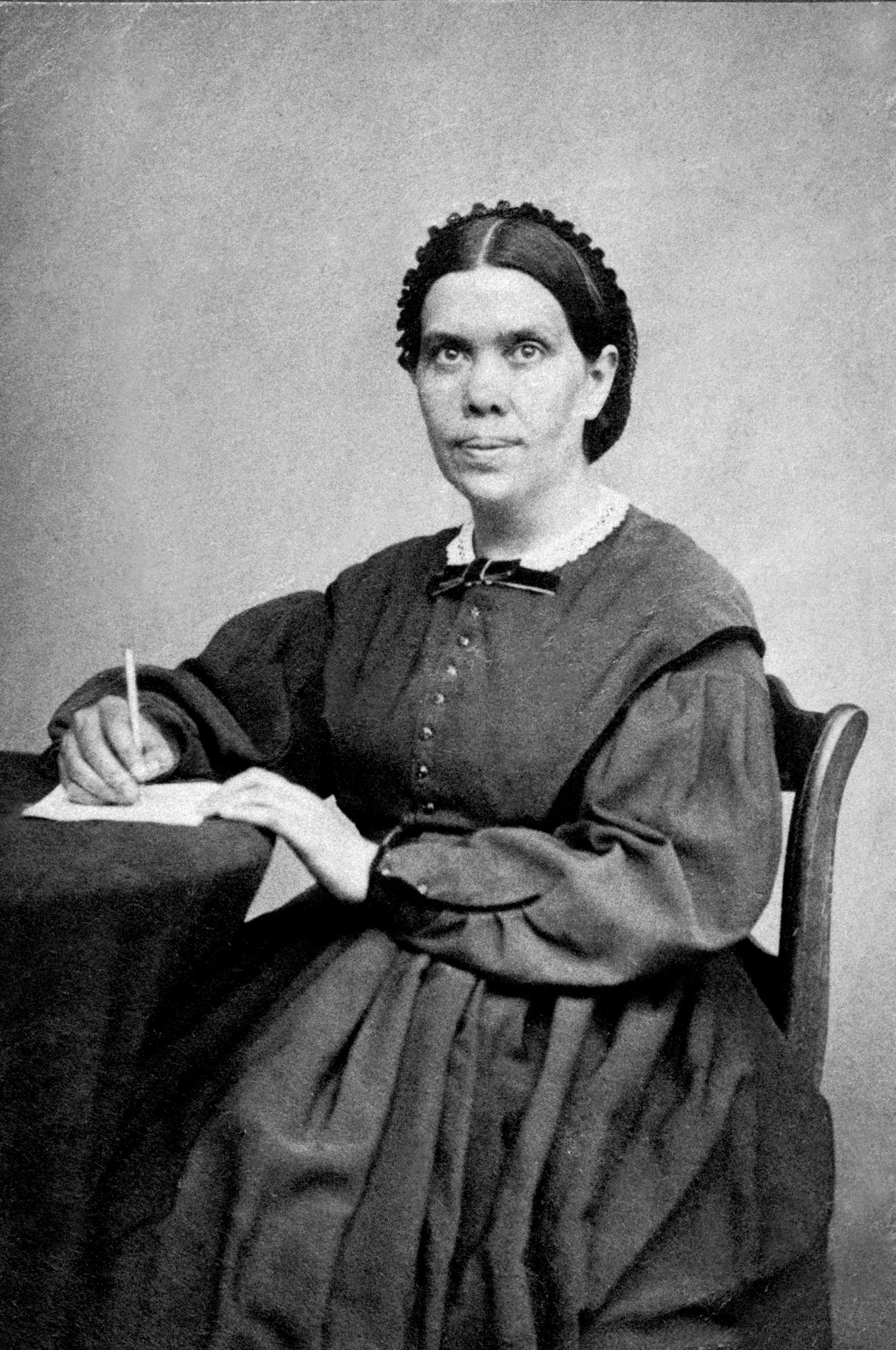
Bà Ellen White

Giáo phái Cơ Đốc Phục Lâm có nguồn gốc từ Thuyết tái Lâm'' vốn là một phong trào Phục lâm ở thế kỷ XIX dự đoán sự sắp xuất hiện (hoặc tái Lâm) của Chúa Giê-su Christ và Giáo hội được chính thức thành lập vào năm 1863. Năm 1845 xuất hiện một nhóm người tin rằng 2.300 năm nói trong tiên tri Đa-ni-ên 8 sẽ chấm dứt vào một ngày nào đó trong tương lai, đã đặt tiền đề về giáo thuyết và tổ chức cho việc lập một giáo hội mới. Những người Cơ Đốc Phục Lâm còn được gọi là phái Miller (Millerites) vì nhóm của họ được William Miller thành lập, một tiên tri đã tiên đoán trật việc Chúa Giê-su sẽ trở lại vào năm 1843 hoặc 1844. Khi lời tiên đoán của Miller về sự tái Lâm của Đấng Ki-tô không thành hiện thực, những thành viên phái Miller đã tan rã trong sự thất vọng và sự kiện này được gọi là "Sự thất vọng lớn" (Great Disappointment). Một vài người theo Miller đã tuyên bố có khải tượng để giải thích cho lời tiên tri thất bại này, theo đó, thay vì đến trái đất, Chúa Giê-su đã vào đền thờ ở trên trời, và do đó lời tiên tri của ông Miller đã ứng nghiệm, và nó có sự ứng nghiệm trong lĩnh vực thuộc linh (tâm linh) thay vì thuộc thể (hiện diện vật chất).
Một trong những nhà tiên kiến đã bảo vệ cho ông Miller là Ellen G. Harmon lúc này mới 17 tuổi là người có khải tượng đầu tiên trong số 2.000 khải tượng có mục đích trong một buổi nhóm cầu nguyện ngay sau khi Miller bị thất sủng. Cô Ellen sớm trở thành tia sáng hy vọng cho những tín nhân phái Millerites tan vỡ mộng. Cô đã thống nhất các phe phái Cơ Đốc Phục Lâm và trở thành người hướng dẫn tinh thần cho một nhóm tôn giáo mới. Năm 1846, Ellen kết hôn với James White cũng là một nhà thuyết giáo Cơ Đốc Phục Lâm. Chẳng bao lâu họ tin rằng việc giữ ngày Sa-bát là dành cho tất cả các Cơ đốc nhân. Năm 1847, Ellen G. White đã có một khải tượng khác khẳng định niềm tin mới của bà rằng việc giữ ngày Sa-bát là một học thuyết chính. Những người theo thuyết Cơ Đốc Phục Lâm dưới ảnh hưởng của Ellen G. White đã trở thành những Cơ Đốc Phục Lâm. Bà White cho biết bà được đem lên thiên đàng, nhận lãnh chỉ thị và khải tượng từ Chúa để thành lập Giáo Hội Cơ-đốc Phục Lâm An thất nhật, tự xem mình là nữ tiên tri của Đức Chúa Trời và tín đồ Cơ-đốc Phục Lâm chấp nhận vai trò nữ tiên tri của bà.
Những nhà lý luận đóng vai trò quan trọng trong việc xây dựng giáo thuyết Cơ đốc Phục lâm Ngày thứ Bảy là các ông Joseph Bates, James White, Hiram Edson, Frederick Wheeler, S.W. Rhodes và bà Ellen Gould White (vợ của ông James White). Bà Ellen Gould White (1844-1915) không chỉ được tín đồ Cơ đốc Phục lâm Ngày thứ Bảy mà các giáo hội khác của Tin lành Cơ đốc Phục lâm biết đến qua sách vở của bà luận về giáo thuyết Chúa Ki-tô tái lâm như: Nét bút đầu tay (1851), Lời chứng cho Hội thánh (1855), Thiện ác đáo đầu (1858), Nguyện ước muôn đời, Tiên tri và vua chúa, Con đường giải thoát với tổng cộng 53 quyển với khoảng 50 ngàn trang, ngoài ra còn có khoảng 5.000 bài báo bà Ellen Gould White viết về các vấn đề tôn giáo, văn hoá xã hội. Trong số những người sáng lập có Ellen G. White là người có nhiều tác phẩm vẫn được giáo hội tôn trọng. Ellen G. White có nhiều khải tượng và tác phẩm, bà là một nhà văn đã định hình rất nhiều cho học thuyết của giáo phái Cơ Đốc Phục Lâm. Ngày nay, hầu hết những người theo Cơ Đốc Phục Lâm vẫn coi Ellen White là một nữ tiên tri của Đức Chúa Trời, mặc dù nhiều lời tiên tri của bà đã không thành hiện thực.

## Giáo lý căn bản

### Đại cương
Toàn thể hệ thống thần học của Giáo Hội Cơ đốc Phục lâm An thất nhật dựa trên các tác phẩm của bà Ellen White. Tác phẩm chính là cuốn "The Great Controversy" (Cuộc Đối Nghịch Vĩ Đại) trình bày sự phản loạn của Satan chống nghịch lại Đức Chúa Trời và loài người là bãi chiến trường cho cuộc chiến giữa Christ và Satan. Bà Ellen White tin và dạy rằng lý thuyết của Miller và sự tính toán của Snow là đúng nhưng ngày 22 tháng 10 năm 1844 là ngày Đấng Christ từ nơi thánh bước vào nơi chí thánh trên thiên đàng để khởi sự cuộc phán xét những kẻ sống và kẻ chết trên trái đất. Cách tiếp cận tiên tri theo chủ nghĩa lịch sử truyền thống đã khiến những người Cơ Đốc Phục Lâm phát triển một hệ thống niềm tin cánh chung độc đáo kết hợp với tàn dư việc tuân giữ các điều răn và sự trở lại hữu hình của Chúa Giê-su Christ trước triều đại ngàn năm của những người tin Chúa trên Thiên đàng. Nhà sử học Cơ đốc Phục lâm George R. Knight lưu ý một số nhà truyền giáo hàng đầu khác coi học thuyết Cơ đốc Phục lâm là không chính thống, những người này bao gồm Donald Barnhouse (trước năm 1950), Norman F. Douty, Herbert S. Bird, E. B. Jones, Louis B. Talbot và M. R. DeHaan.

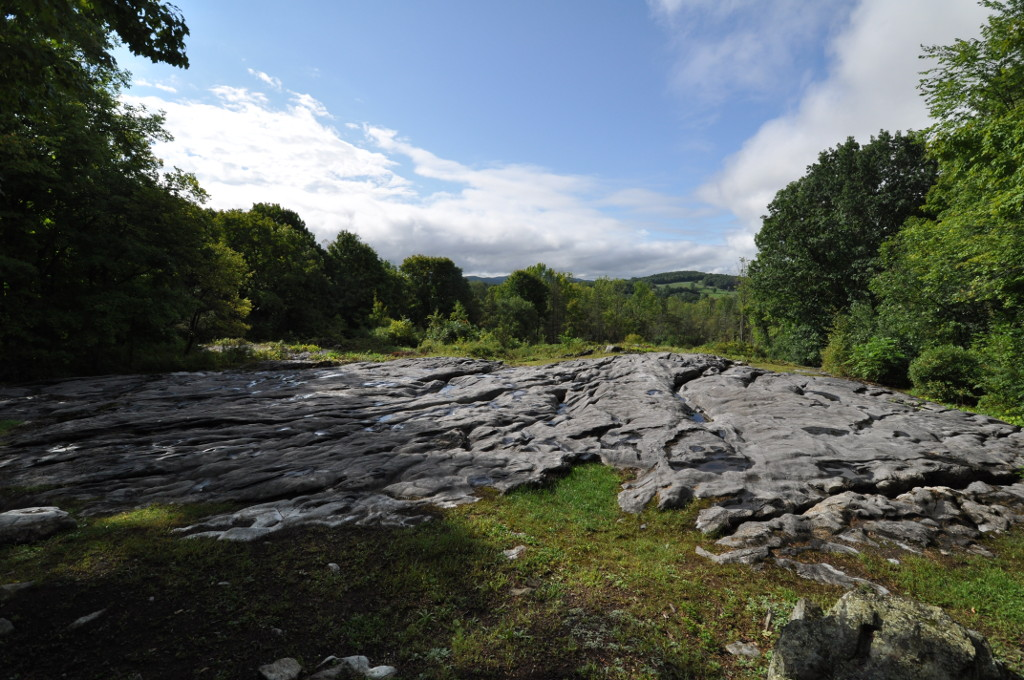
Khu vực "Đá thăng thiên" (Ascension rock) nơi một số tín nhân phái Millerite chờ đợi sự tái lâm của Chúa Giêsu hiển hiện, nhưng đã vỡ mộng và đại thất vọng (Great Disappointment)

Theo các học giả Cơ Đốc Phục Lâm thì những lời dạy và tác phẩm của H.White cuối cùng đã chứng tỏ có ảnh hưởng trong việc chuyển Hội thánh sang thuyết Ba ngôi. Những người theo thuyết Cơ đốc Phục lâm, phần lớn, ghi công bà đã đưa Hội thánh Cơ đốc Phục lâm vào nhận thức toàn diện hơn về Chúa Trời trong suốt những năm 1890. Ellen White tránh sử dụng từ "Ba Ngôi" và "chồng bà đã tuyên bố dứt khoát rằng khải tượng của bà không ủng hộ tín điều Ba Ngôi". Thần học của bà không bao gồm giáo thuyết về Chúa Ba Ngôi. Thông qua việc nghiên cứu Kinh thánh liên tục và cuộc tranh luận kéo dài hàng thập kỷ, giáo phái cuối cùng đã kết luận rằng Kinh thánh dạy rõ ràng về sự tồn tại của một vị thần ba ngôi và khẳng định quan điểm Kinh thánh đó trong 28 Niềm tin Cơ bản phi tín ngưỡng.
Về phương diện giáo thuyết, những tín nhân Cơ đốc Phục lâm An thất nhật lấy Kinh Thánh là tiêu chuẩn của đức tin và sự hành đạo. Dựa vào Kinh Thánh, họ đã soạn ra 22 tín điều căn bản làm tuyên xưng đức tin của giáo hội. Nếu so với giáo hội Cơ đốc Phục lâm khác, Cơ đốc Phục lâm An thất nhật tỏ ra bảo thủ hơn trong quan niệm về sự bất tử của linh hồn. Theo đó, linh hồn sẽ chết như thể xác, rằng tất cả con người được phục sinh ngày sau chót, và sự bất tử giành cho người công chính và sự huỷ diệt bằng lửa giành cho kẻ độc ác. Giáo hội Cơ đốc Phục lâm An thất nhật cũng đặc biệt nhấn mạnh về sự tái lâm rõ rệt và đích thực của Chúa Kitô và thời kỳ "Ngàn năm bình an". Ngày Chúa Kitô tái lâm sẽ diễn ra vào một thời điểm chưa ai từng biết nhưng sắp xảy ra. Thời kỳ "Ngàn năm bình an" sẽ là ngày trái đất mới được tạo dựng ngoài sự đổ nát cũ, đó là nơi lưu trú sau chót của những người được cứu chuộc. Giáo hội Cơ đốc Phục lâm thực hiện nghi lễ Rửa tội bằng hình thức dìm mình xuống nước và lễ Rửa chân, coi đó là việc chuẩn bị cho sự thông công.
Điểm khác biệt căn bản giữa Cơ đốc Phục lâm An thất nhật với các Giáo hội Cơ đốc Phục lâm khác là thực hiện lễ Sabath vào ngày thứ Bảy. Họ cho rằng như vậy là thực hiện đúng đắn lời răn thứ tư của Thiên chúa: "Sáu ngày mày lao động nhưng ngày thứ Bảy là ngày lễ Sabath của Thượng đế chúng mày". Do đặc điểm lễ ngày thứ Bảy nên giáo hội này có tên gọi Giáo hội Cơ đốc Phục lâm An thất nhật (Seventh day Adventist), ở Việt Nam còn gọi là "Cơ đốc Phục lâm An thất nhật". Giáo lý này được hình thành từ "sự thất vọng lớn" (Great Disappointment), sự diễn giải lại Đa-ni-ên 8:14 và kết hợp khúc Kinh Thánh này với Lê-vi ký 16 để có một cách giải thích chữ "Linh tiên tri" chỉ về những bài viết của bà Ellen White vì những bài viết này được xem là khải thị thần cảm từ Đức Chúa Trời và các bài viết của bà Ellen White là những sứ điệp của Đức Chúa Trời cho Hội thánh còn sót lại và phải được đón nhận như các sứ đệp tiên tri ngày xưa, cách thức duy nhất để hiểu Kinh thánh đúng đắn là qua lời tiên tri của bà Ellen White: "Chính trên quan điểm ánh sáng của Linh Tiên tri mà mới xem xét vấn đề, vì tin rằng Linh tiên tri là người diễn giải duy nhất không sai lầm về các nguyên tắc của Kinh thánh, bởi chính Đấng Christ, thông qua phương tiện này, ban cho chúng ta hiểu ý nghĩa thực sự của Lời Ngài".
Và rằng "Nếu ngươi làm giảm lòng tin của dân sự Đức Chúa Trời đối với những lời chứng mà Ngài gởi đến cho họ, thì ngươi chống nghịch lại Đức Chúa Trời giống như Côrê, Đathan, và Abiram". Và rồi "Sẽ có một sự căm ngét đến từ Satan nổi lên chống lại những lời chứng này. Công việc của Satan sẽ nhắm mục đích làm lung lay đức tin của các Hội thánh nơi các lới chứng ấy". Đây là lời tiên tri được thần cảm, nên sau này, thêm vào một phần cước chú nói rằng đây là "cùng một tinh thần của Hê-rốt nhưng ở trong một con người khác". Sự công nhận lời tiên tri của bà Ellen White là "Linh Tiên Tri" (tức là được thần cảm) khi chấp nhận những tín lý đó, họ xem mình là Hội Thánh Còn Sót Lại, hệ quả là tất cả Hội Thánh khác bị xem là "bội đạo", và chỉ có Giáo hội Cơ đốc Phục lâm mới trung thánh với đức tin và các điều răn của Đức Chúa Trời: "Hội Thánh phổ thông bao gồm tất cả những ai thực sự tin Đấng Christ, nhưng trong những ngày sau rốt, thời đại bội đạo lan rộng, một Hội Thánh còn sót lại được kêu gọi giữ các điều răn của Đức Chúa Trời và đức tin nơi Chúa Giê-xu".

### Niềm tin

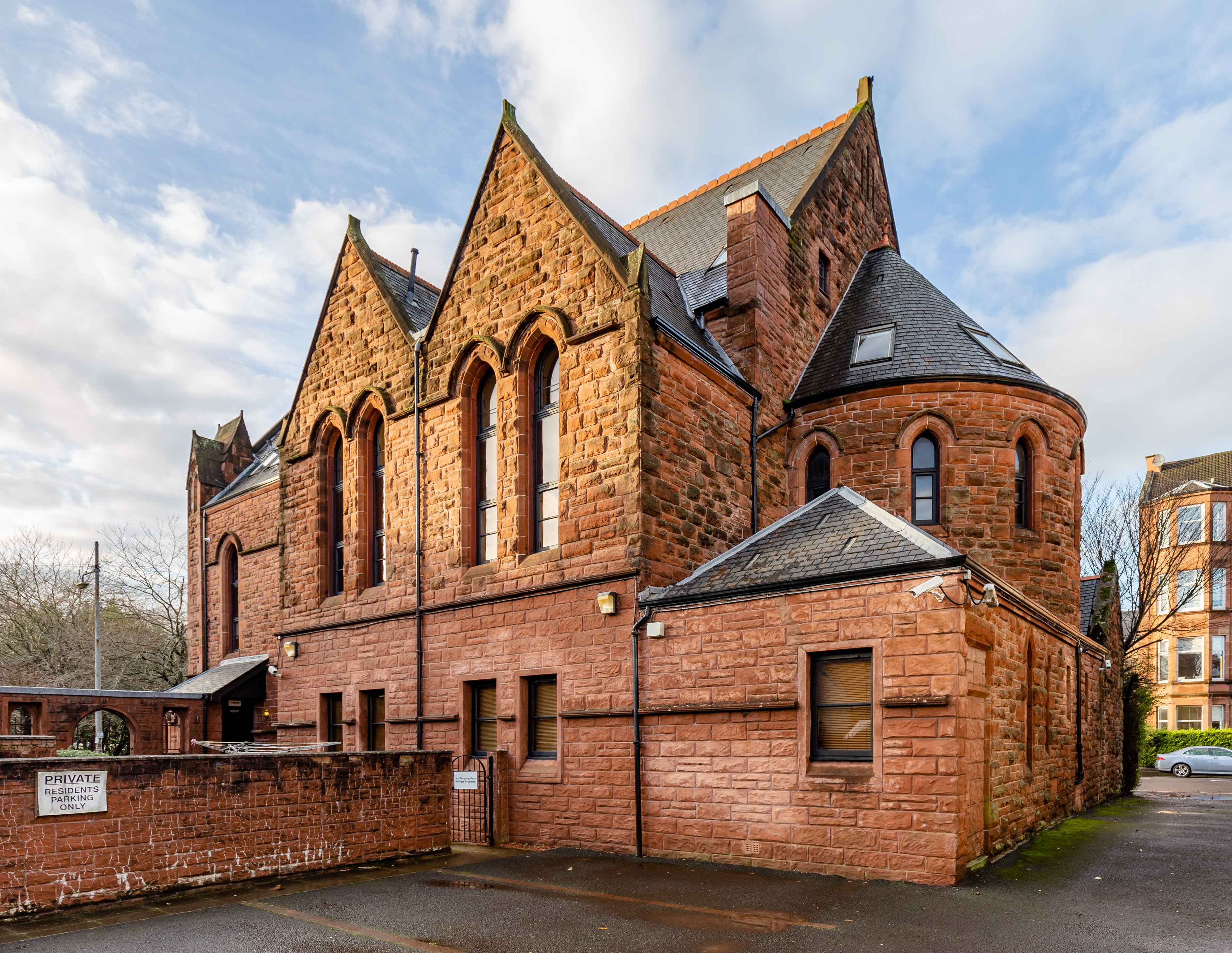
Nhà thờ Cơ đốc Phục lâm ở Glasgow

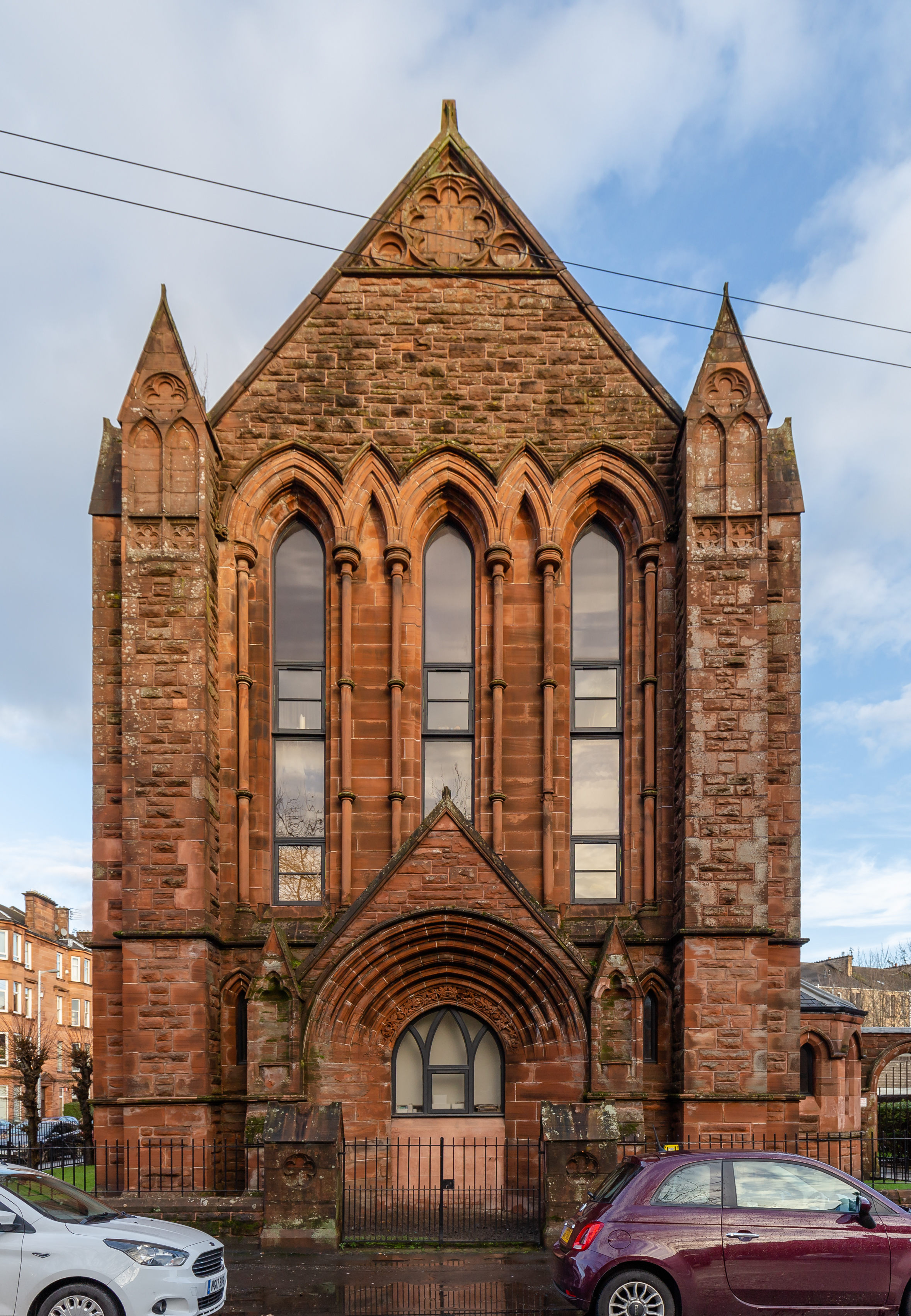
Nhà thờ Cơ đốc Phục lâm ở Glasgow

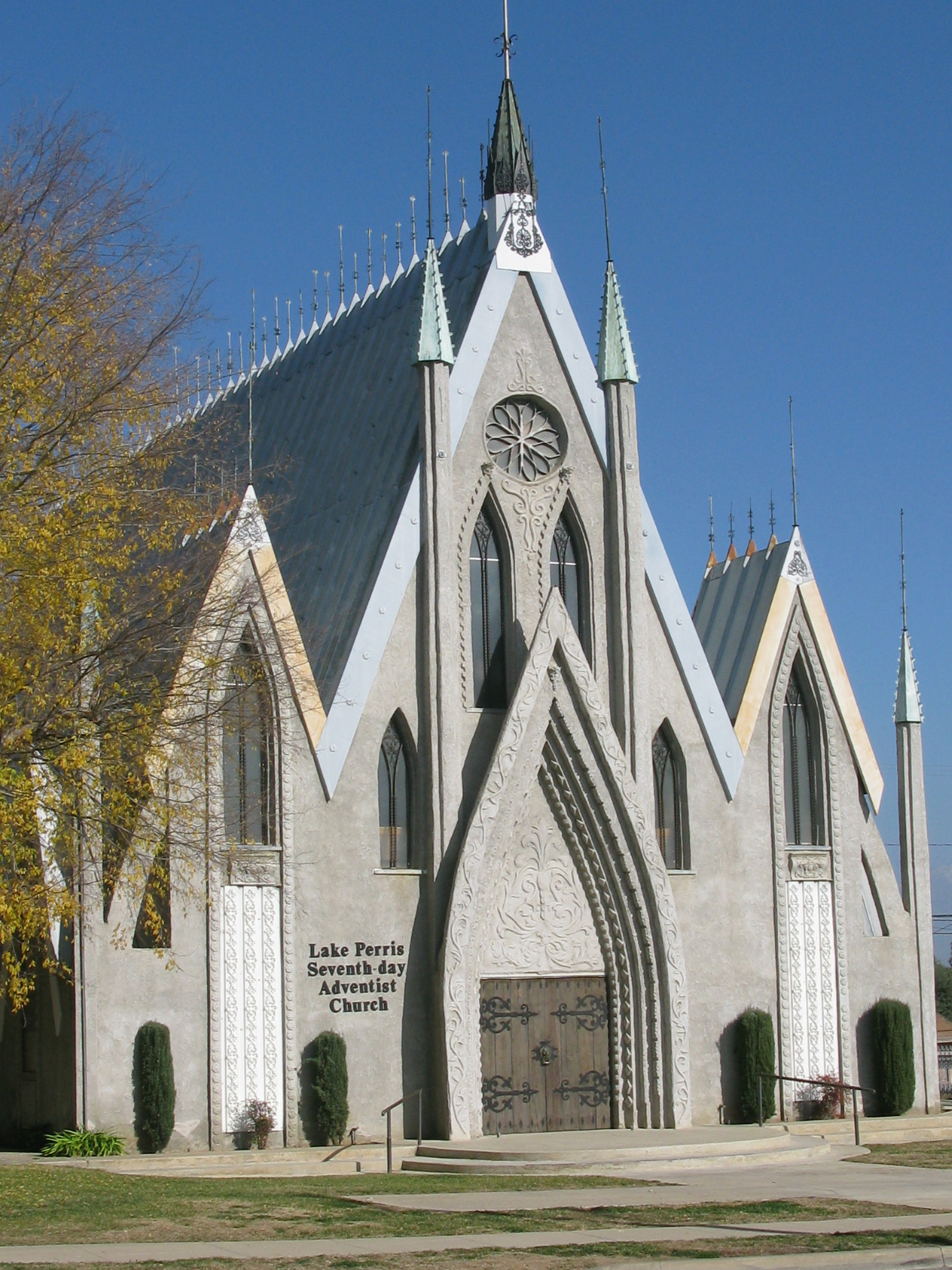
Nhà thờ Cơ đốc Phục lâm tại hồ Perris

Trong 28 niềm tin căn bản của Giáo hội Cơ đốc Phục lâm An thất nhật, phần lớn phù hợp với sự dạy dỗ của Thánh Kinh. Niềm tin căn bản của người Cơ Đốc Phục Lâm có thể kể đến như:
- Đặt đức tin trên toàn bộ Kinh Thánh, không thêm không bớt, vì đó là quyển sách được viết ra bởi sự soi dẫn của Thượng đế. (II Ti-mô-thê 3:15-17)
- Tin vào Ba Ngôi Đức Chúa Trời. Đức Chúa Cha toàn năng, toàn tri, toàn tại, là Đấng yêu thương, sáng tạo và cầm quyền vũ trụ. Đức Chúa Giê-su là con Đức Chúa Trời, là Đấng đến từ trời, mang xác thịt con người để chịu chết chuộc tội thay cho loài người tội lỗi. Đức Thánh Linh là Đấng ban quyền năng cải hóa và tái tạo để hoàn thiện con người. (Ma-thi-ơ 28:19).
- Tin vào Chúa Giê-su là hiện thân của Thượng đế, mang xác thịt con người, bày tỏ qua cuộc sống Ngài về tình thương, sự công bình. Chứng minh bằng các phép lạ mầu nhiệm, và mục đích tối hậu là chết thay cho tội nhân trên thập tự giá. Ngài đã sống lại sau ba ngày nằm trong mộ, và đã được về trời, hiện đang cầu thay cho chúng sinh. (Giăng 1:1, 13. Hê-bơ-rơ 2:9-18; 8:1, 2; 4:14-16; 7:25).
- Những ai cảm nhận mình là kẻ có tội, nhận biết Chúa Cứu Thế do sự cảm hóa bởi Đức Thánh Linh thì tiếp nhận Chúa vào lòng. Qua đức tin ấy, Thánh Linh sẽ tái tạo để họ được tái sanh, nghĩa là được biến cải từ con người lầm lỗi thành con người tốt lành. (Giăng 3:16. Ma-thi-ơ 18:3. Công-vụ 5:37-39).
- Phép rửa tội (Báp têm) là nghi lễ dành cho kẻ thành tâm tiếp nhận Chúa. Ý nghĩa của lễ ấy là cùng chết, cùng chôn và cùng sống lại với Chúa Cứu Thế. Phép Báp têm được thực hiện bằng cách dìm mình xuống nước đúng theo như chính Chúa Giê-su đã tự chịu lễ. (Rô-ma 6:1-6. Công-vụ 16:33).
- Tin tưởng vào Mười Điều răn là bộ luật luân lý vẫn tồn tại đời đời, khuyến khích tín hữu vâng giữ theo mạng lệnh Chúa. Bản luật mười điều ấy do chính tay Đức Chúa Trời khắc vào bảng đá, từ khi luật trở thành văn tự. (Xuất 20:3-17; 31:18; 32:16. Ma-thi-ơ 5:17-19).
- Mười điều răn phải được tuân giữ không ngoại trừ một điều nào. Kể cả điều răn thứ tư tức là sự yên nghỉ thờ phượng Chúa vào ngày thứ Bảy. (Xuất 20:8-11. Khải huyền 14:12. Giăng 14:15).
- Luật pháp mười điều răn chỉ ra lầm lỗi của con người mà không cứu rỗi con người được. Chỉ có huyết chuộc tội của Đấng Công Bình chết thay cho người tội lỗi mới cứu được con người. Cũng như chiếc gương soi mặt để tìm ra vết nhơ, tự gương không làm cho sạch vết nhơ mà phải dùng nước. (Rô-ma 3:20; 5:8-10. Ê-phê-sô 2:8-10; 3:17. Giăng 2:1, 2).
- Sẽ có sự hủy diệt cuối cùng đối với Sa-tan (Ma-quỉ) kẻ gây ra tội ác, và những kẻ không tiếp nhận ân điển của Chúa Cứu Thế. (Rô-ma 6:23. Ma-la-chi 4:1-3. Khải 20:9-10. Áp-đia 1:16).
- Sự tái lâm của Đức Chúa Giê-su là nguồn hy vọng của con cái Đức Chúa Trời, là tuyệt đỉnh của chương trình cứu rỗi. Ngài sẽ đến thình lình. Con cái Ngài chuẩn bị đời sống ngay lành, sẵn sàng đón tiếp Chúa trở lại để tái lập địa cầu hòa bình. Cả đất trời không còn ô nhiễm; theo nghĩa đen và nghĩa bóng. (Hê-bơ-rơ 11:8-16. Ma-thi-ơ 5:5).

Ngoài 28 Niềm Tin Căn Bản, Giáo Hội Cơ-đốc Phục lâm An thất nhật còn có những quan điểm thần học khác không đúng với sự dạy dỗ của Thánh Kinh với những điều được liệt kê dưới đây không trùng khớp (nghịch lại) với sự dạy dỗ của Thánh Kinh: 
- Tín lý thứ 7 cho rằng mỗi người là một liên kết không thể phân chia bao gồm thể xác (body), trí tuệ (mind), và tâm thần (spirit). Thánh Kinh dạy người là một thực thể bao gồm thể xác, linh hồn, và tâm thần (I Tê-sa-lô-ni-ca 5:23). Lời của Chúa có thể phân chia linh hồn, tâm thần, và thể xác (Hê-bơ-rơ 4:12). Linh hồn và tâm thần có thể rời khỏi thể xác khi sự chết thứ nhất xảy ra hoặc khi được thần cảm (Lu-ca 16:22-23; II Cô-rinh-tô 5:9; 12:1-5).
- Tín lý thứ 13 cho rằng trong những ngày cuối cùng, giữa sự bội đạo lớn, một phần còn sót lại của Hội Thánh được gọi ra khỏi các tổ chức tôn giáo mang danh Chúa để vâng giữ các điều răn của Đức Chúa Trời và đức tin trong Đấng Christ. Nhiệm vụ của phần còn sót lại là rao truyền sự phán xét sắp đến, công bố sự cứu rỗi trong Đức Chúa Jesus Christ, và loan báo sự tái lâm của Ngài. Nhiệm vụ này được tiêu biểu bởi ba thiên sứ trong Khải Huyền 14 và xảy ra đồng thời với sự phán xét trên thiên đàng, đem đến sự ăn năn và thay đổi trên đất. "Sự phán xét trên thiên đàng" đề cập đến tín lý thứ 24 liên quan đến khải tượng của bà H.White về việc ngày 22 tháng 10 năm 1844 Đấng Ki-tô thay vì tái lâm trên đất thì đã từ nơi thánh bước vào nơi chí thánh trên thiên đàng để phán xét kẻ sống và kẻ chết. Thánh Kinh không hề nói đến sự kiện Đấng Christ phán xét kẻ sống và kẻ chết trong nơi chí thánh trong thiên đàng. Sách Khải Huyền từ đoạn 6 cho đến đoạn 19 là lời tiên tri về sự phán xét của Đức Chúa Trời trên thế gian sau khi Hội Thánh đã được đem ra khỏi thế gian.
- Tín lý thứ 16 cho rằng Đấng Christ hiện diện trong sự dự Tiệc Thánh để gặp gở và thêm sức cho các tín đồ. Thánh Kinh không hề nhắc Đấng Christ hiện diện mỗi khi tín đồ dự Tiệc Thánh để gặp gở và thêm sức cho họ. Thánh Kinh dạy Đức Chúa Jesus ở cùng tín đồ cho đến khi tận thế (Ma-thi-ơ 28:20); Đức Cha và Đức Con ở trong những ai yêu mến Đấng Christ và vâng giữ lời Ngài (Giăng 14:23); Đức Thánh Linh ngự trong thân thể tín đồ và thân thể tín đồ trở thành đền thờ của Đức Chúa Trời (I Cô-rinh-tô 3:16; 6:19). Ba Ngôi Đức Chúa Trời ở trong những ai thuộc về Đấng Christ chứ không phải chỉ mỗi lần tín đồ dự Tiệc Thánh thì Đấng Christ mới hiện diện với họ. (I Cô-rinh-tô 11:24-25).
- Tín lý thứ 18 cho rằng ân tứ nói tiên tri được thể hiện và ban cho bà Ellen White cùng với khoảng 2000 khải tượng và giấc mơ; các tác phẩm của bà có thẩm quyền và là nguồn lẽ thật tiếp tục nuôi dưỡng, dạy dỗ, dẫn dắt, bẻ trách và sửa trị Hội Thánh. Trong thực tế, nhiều lời tiên tri của bà White đã không ứng nghiệm, cũng không vì đó mà các tác phẩm của bà trở thành thẩm quyền và nguồn lẽ thật cho Hội Thánh, có những sự sai lạc với lời dạy của Thánh Kinh trong các tác phẩm của bà như:
  - Ellen White viết: "Những người tiếp nhận Cứu Chúa, dù thật lòng đến đâu, cũng không nên dạy cho họ nói hay cảm nhận rằng họ đã được cứu"[27]. Thánh Kinh lại ghi: "Ta đã viết những điều nầy cho các con, hầu cho các con biết mình có sự sống đời đời, là kẻ nào tin đến danh Con Đức Chúa Trời" (I Giăng 5:13).
  - Ellen White viết: "Đừng một người hầu việc Chúa nào trong chúng ta làm ra gương ác bằng cách ăn thịt. Họ và gia đình của họ phải sống đúng theo sự soi dẫn của sự cải biến sức khỏe. Đừng để cho những người hầu việc Chúa trong chúng ta thú vật hóa bản tính tự nhiên của họ và con cháu họ"[28]. Thánh Kinh ghi: "Phàm vật chi hành động và có sự sống thì dùng làm đồ ăn cho các ngươi. Ta cho mọi vật đó như ta đã cho thứ cỏ xanh" (Sáng Thế Ký 9:3).
  - Ellen White viết: "Bị bệnh là phạm tội; vì tất cả các thứ bệnh đều là kết quả của sự phạm pháp"[29]. Thánh Kinh ghi: "Sa-tan bèn lui ra trước mặt Đức Giê-hô-va, hành hại Gióp một bịnh ung độc, từ bàn chơn cho đến chót đầu" (Gióp 2:7).
- Tín lý thứ 24 cho rằng vào năm 1844 Đấng Christ đã từ nơi thánh bước vào nơi chí thánh trên thiên đàng để hoàn tất công việc chuộc tội cho nhân loại bằng cách dùng huyết Ngài tẩy sạch đền thánh trên trời và phán xét kẻ sống và kẻ chết. Khi công tác này hoàn thành thì Đấng Christ sẽ tái lâm trên đất. Sự phán xét kẻ sống có nghĩa là phán xét những người đang sống trên đất từ khi Đấng Christ vào nơi chí thánh cho đến khi Ngài tái lâm; còn sự phán xét kẻ chết là phán xét những người tin Chúa đã chết trước thời điểm đó. Theo bà Ellen White thì ngày 22 tháng 10 năm 1844 là ngày Đấng Christ khởi sự thi hành sự phán xét. Thánh Kinh cho biết Đấng Christ đã làm xong công tác chuộc tội cho nhân loại. Công tác đó hoàn thành khi Đấng Christ chết trên thập tự giá. Hê-bơ-rơ 9:12: "Ngài đã vào nơi rất thánh một lần thì đủ hết, không dùng huyết của dê đực và của bò con, nhưng dùng chính huyết mình, mà được sự chuộc tội đời đời". Thánh Kinh cho biết sau khi Hội Thánh được cất ra khỏi thế gian thì Đức Chúa Trời phán xét thế gian trong một thời kỳ bảy năm và sau khi trời cũ đất cũ qua đi thì Đấng Christ sẽ gọi những kẻ chết không thuộc về Chúa sống lại và phán xét mỗi người tùy theo công việc họ làm.
- Tín lý thứ 26 cho rằng người chết thì không còn ý thức gì cả. Nhưng Đấng Ki-tô phán rằng người chết vẫn có ý thức, có cảm giác và có trí nhớ. Câu chuyện về người nhà giàu tội lỗi và người ăn mày tên La-xa-rơ được chép lại trong Lu-ca 16:19-31, những thánh đồ tử đạo thời đại nạn vẫn có ý thức và biết kêu cầu xin Chúa báo trả những kẻ ác (Khải Huyền 6:9-10).
- Tín lý thứ 27 cho rằng Vương quốc ngàn năm bình an là ở trên trời, còn trái đất lúc đó bị bỏ hoang, không có người ở, chỉ có Satan và các quỷ sứ của nó. Cuối ngàn năm bình an thì thành thánh sẽ từ trời giáng xuống trên đất. Khi đó những kẻ ác sẽ sống lại, hợp với Sa-tan và các quỷ sứ của nó bao vây thành thánh nhưng lửa từ Đức Chúa Trời sẽ thiêu hủy họ và thanh tẩy trái đất. Từ đó, vũ trụ sẽ không còn tội nhân và tội lỗi nữa. Thánh Kinh cho biết vương quốc ngàn năm là ở trên đất. Sa-tan bị giam trong vực sâu suốt một ngàn năm. Thành thánh chỉ từ trời giáng xuống đất sau khi đã có trời mới đất mới, là lúc Sa-tan và những thiên sứ phạm tội cùng những người không thuộc về Chúa đã bị ném vào hồ lửa đời đời (Khải Huyền 20-22).
- Chỉ những ai biểu lộ kết quả xứng đáng của sự ăn năn (Ma-thi-ơ 3:8) và công nhận Giáo Hội Cơ-đốc Phục Lâm là phần sót lại của Hội Thánh thật của Chúa mới được làm báp-tem: Hai điều kiện này hoàn toàn không có trong Thánh Kinh.
- Tín đồ không được ăn thịt các loài vật không tinh sạch: Thánh Kinh tiết lộ, thời Tân Ước Đức Chúa Trời đã làm tinh sạch mọi thức ăn không tinh sạch (Công Vụ Các Sứ Đồ 10:15; Rô-ma 14:14; I Ti-mô-thê 4:4).
- Những ai chỉ thờ phượng Chúa vào chủ nhật, không thờ phượng Chúa vào ngày thứ bảy, là mang dấu ấn của con thú được mô tả trong Khải Huyền 13: Dấu ấn của con thú chỉ xuất hiện khi con thú lên ngôi (thời đại nạn, Hội Thánh đã được cất lên trước đó) và dấu ấn đó sẽ ở trên tay hoặc trên trán của người đón nhận nó để người đó có quyền mua bán chứ không phải sự nhóm họp thờ phượng Chúa vào chủ nhật là dấu ấn của con thú. Con dân của Chúa có thể nhóm họp thờ phượng Chúa vào bất kỳ lúc nào.
- Chỉ những ai giữ ngày Sa-bát mới nhận được dấu ấn của Đức Chúa Trời và được cứu: Dấu ấn của Đức Chúa Trời là Đức Thánh Linh ở trong chúng ta, do chính Đức Chúa Trời ban cho chúng ta khi chúng ta thật lòng ăn năn, từ bỏ tội, tin nhận sự cứu rỗi của Đức Chúa Jesus Christ và vui lòng sống theo Lời Chúa (Ê-phê-sô 4:30).

### An thất nhật

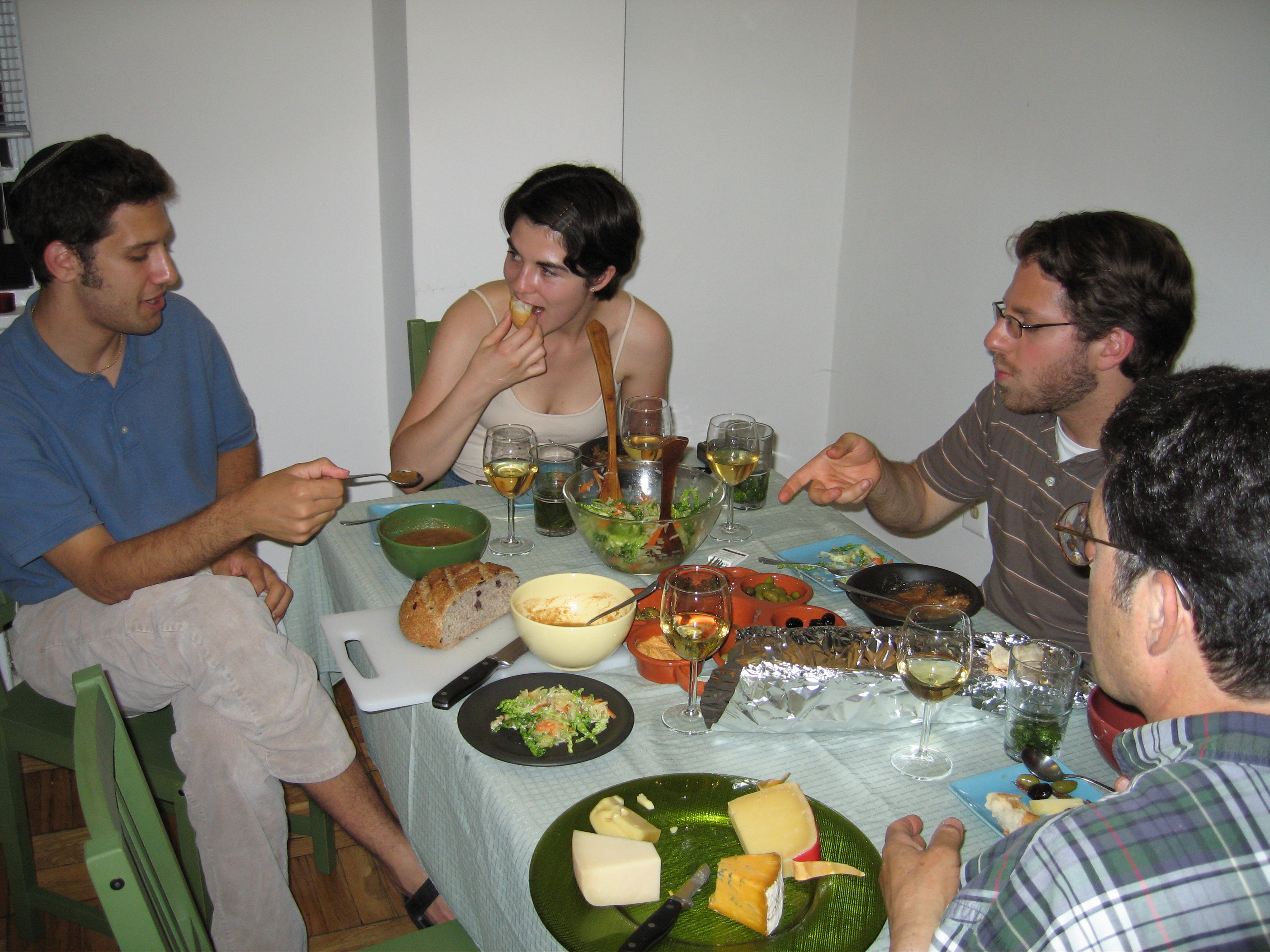
Bữa ăn Shabbat là hoạt động nghỉ ngơi và thờ phượng vào ngày An thất nhật (thứ Bảy)

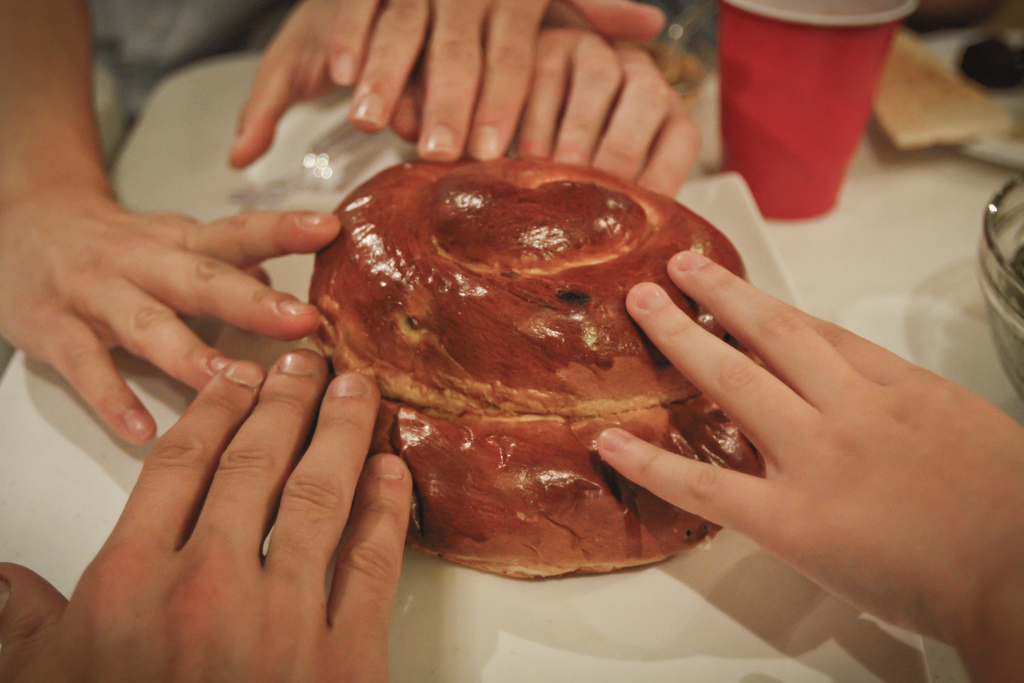
Bánh mì trong tiệc Shabbat

Giáo lý Cơ đốc Phục lâm về ngày Sa-bát (an nghỉ trong ngày thứ bảy) là sự dạy dỗ cho rằng việc tuân giữ ngày Sa bát là "ấn của Đức Chúa Trời" nên những Cơ đốc nhân nào không giữ ngày Sa bát thì đều bị hư mất, cũng theo sự dạy dỗ của bà Ellen White hiểu rằng những ai không tin theo giáo thuyết ngày thứ bảy Sa bát đều sẽ bị hư mất đời đời. Nhà thần học Cơ Đốc Phục Lâm Samuele Bacchiocchi trong tác phẩm Từ ngày Sabát đến Chủ Nhật (1977) đã lập luận về sự chuyển đổi dần dần từ việc quan sát ngày Sa-bát của người Do Thái sang quan sát vào Chủ nhật. Ông lập luận rằng sự thay đổi này là do ảnh hưởng của ngoại giáo từ những người cải đạo ngoại giáo, do áp lực xã hội chống lại đạo Do Thái, và cũng là do sự lơi lỏng các lề luật thời đó. Ông tuyên bố rằng ngày đầu tiên được gọi là "Ngày của Chúa" (Lord's Day) vì đó là cái tên được người ngoại đạo gọi là thần mặt trời Baal (Ba-anh) nên họ đã quen thuộc với nó và được các nhà lãnh đạo ở La Mã đưa ra để thu hút những người cải đạo và được những người theo đạo Cơ đốc ở La Mã chọn thực hiện để phân biệt họ với những người Do Thái đã nổi loạn với ngày Sa-bát.
Những người theo đạo Cơ Đốc Phục Lâm chỉ ra vai trò của Giáo hoàng hoặc của Hoàng đế La Mã Constantine I trong quá trình chuyển đổi từ ngày thứ Bảy Sa-bát sang Chủ nhật, khi đạo luật của Constantine tuyên bố rằng Chủ nhật là một "ngày nghỉ ngơi" cho những người không tham gia vào công việc đồng áng. Hoàng đế Aurelian bắt đầu một giáo phái Mặt trời mới vào năm 274 sau Công nguyên và các sắc lệnh ngoại giáo đã được ban hành nhằm thay đổi thói thờ ngẫu tượng cổ xưa của người La Mã và sự gia nhập của việc thờ thần Mặt trời. Hoàng đế Constantine sau đó đã ban hành Luật ngày Chủ nhật đầu tiên dành cho "Ngày đáng kính của Mặt trời" vào năm 321 sau Công Nguyên. Ellen G. White (1827-1915) tuyên bố rằng các giám mục cuối cùng đã thúc giục Constantine đồng bộ hóa ngày thờ phượng để thúc đẩy sự chấp nhận Cơ đốc giáo trên danh nghĩa của những người ngoại giáo. Nhưng "trong khi nhiều Cơ đốc nhân kính sợ Chúa dần dần coi Chủ nhật là có một mức độ thiêng liêng nào đó, họ vẫn tuân giữ ngày Sa-bát (tức ngày thứ bảy)". Một phần của ngày thứ Sáu có thể được dành để chuẩn bị cho ngày Sabát như chuẩn bị bữa ăn và dọn dẹp nhà cửa. Những người theo thuyết Cơ đốc Phục lâm có thể tụ tập để thờ phượng vào tối thứ Sáu để chào đón vào ngày Sa-bát, một tập tục thường được gọi là Kinh chiều
Thuyết Cơ Đốc Phục Lâm phát triển từ phong trào Millerite vào những năm 1840, và một số người sáng lập của nó (Cyrus Farnsworth, Frederick Wheeler, một mục sư Methodist và Joseph Bates, một thuyền trưởng) đã bị thuyết phục vào năm 1844-1845 về tầm quan trọng của chủ nghĩa Sabbatarian dưới ảnh hưởng của Rachel Oakes Preston, một nữ giáo dân trẻ Seventh Day Baptist sống ở Washington, New Hampshire và một bài báo được xuất bản vào đầu năm 1845 về chủ đề này (Hy vọng về Israel) của Thomas M. Preble, mục sư của giáo đoàn Free Will Baptist ở Nashua, New Hampshire. Những người Cơ Đốc Phục Lâm tuân theo ngày Sa-bát từ tối thứ sáu đến tối thứ bảy. Nền tảng của giáo thuyết ngày thứ bảy Sa bát của Giáo hội Cơ đốc Phục lâm xuất phát từ Mười Điều Răn. Giáo hội Cơ đốc Phục lâm xem Điều Răn thứ tư quan trọng, được xác nhận bởi điều 6 trong bản Tuyên ngôn 13 tín điều mà người nào chịu báp tem của Giáo hội Cơ đốc Phục lâm đều phải tuyên xưng: "Tôi tin nhận Mười Điều Răn là vẫn còn tính bắt buộc đối với Cơ đốc nhân, và mục đích của tôi là, bởi quyền năng của Đấng Christ ngự trong lòng, sẽ vâng giữ luật pháp này, kể cả điều răn thứ tư, là điều đòi hỏi phải giữ ngày thứ bảy trong tuần làm ngày Sa bát của Chúa". Ellen White tuyên bố rằng việc vâng giữ ngày Sa bát chính là "ấn của Đức Chúa Trời" và cho rằng "Những kẻ thù của luật pháp Đức Chúa Trời, từ các mục sư truyền đạo cho đến những người nhỏ nhất, đều có một quan điểm mới về lẽ thật và nhiệm vụ. Họ nhận ra quá trễ rằng ngày Sa bát của điều răn thứ tư chính là ấn của Đức Chúa Trời hằng sống".
Theo khải tượng mà Hiram Edson (1806-1882) nhận được thì Chúa Giê-xu không tái lâm thế gian mà là vào đền thánh trên trời là Nơi Chí Thánh trên trời để bắt đầu chức vụ Thầy Tế Lễ Thượng Phẩm của Ngài ở đó. Vài tháng sau, đầu năm 1845, Joseph Bates (1792-1872) thông qua quá trình nghiên cứu đã đi đến kết luận là Cơ đốc nhân phải thờ phượng vào ngày thứ bảy. Năm 1846, ông xuất bản một tập sách 48 trang tóm tắt niềm tin của mình với nội dung ngày thứ bảy mới thật sự là ngày Sa bát. Vào ăm 1844, bà Ellen White (1827-1915)  bắt đầu có khải tượng xác nhận sự dạy dỗ của Edson và Bates, đồng thời cũng thêm vào nhiều giáo lý mới có nhiều tín lý chính thống nhưng họ cũng có một số tín điều như giáo lý ngày Sa bát, giáo lý chuộc tội, quan điểm công nhận bà Ellen White là nữ tiên tri được thần cảm, và giáo lý về Hội Thánh còn sót lại. Ellen White mô tả khải tượng của bà về vị trí của ngày thứ bảy Sa bát như sau: "Tôi đã được cất lên trời và chỉ cho thấy nơi thánh và cấu trúc của nó. Chúa Giê-xu đã mở nắp hòm giao ước, và tôi thấy những bảng đá trên đó có viết Mười Điều Răn. Tôi kinh ngạc khi thấy Điều Răn thứ Tư nằm ngay giữ mười điều răn, với một vầng hào quang bao quanh nó".
Giáo hội Cơ đốc Phục lâm tôn cao Điều Răn thứ tư gồm "Tử hình tất cả những ai làm việc trong ngày Sa bát" (Xuất Ê-díp-tô ký 31:14-17) và "Không được đốt lửa trong ngày Sa bát" (Xuất 31:14-17) rồi phải "Dâng một của lễ thiêu mỗi ngày Sa bát" (Dân số 28:9,10). Điều Răn thứ tư là điều răn duy nhất không được xác nhận trong sự dạy dỗ của Tân Ước. Một số câu Kinh Thánh cho thấy việc vâng giữ ngày Sa bát là vấn đề lương tâm của mỗi tín hữu, chứ không phải là cái để vâng giữ một cách giáo điều: "Người nầy tưởng ngày nầy hơn ngày khác, kẻ kia tưởng mọi ngày đều bằng nhau: ai nấy hãy tin chắc ở trí mình. Kẻ giữ ngày là giữ vì Chúa..." (Rô-ma 14:5,6) và "Vì vậy, chớ có ai đoán xét anh em về của ăn uống, hoặc ngày lễ, hoặc ngày trăng mới, hoặc ngày Sa bát, ấy đều chỉ là bóng của các việc sẽ tới, còn hình thì ở trong Đấng Christ" (Cô-lô-se 2:16,17). Trong Tân Ước, chỉ có một lần đề cập đến việc giữ ngày Sa bát, đó là trong Hê-bơ-rơ 4:4-10. Tuy nhiên khúc Kinh Thánh này nói về sự yên nghỉ ngày Sa bát dành cho mọi Cơ đốc nhân trên thiên đàng, mà không nói đến việc giữ ngày Sa bát ở dưới đất này. Dù Giáo hội Cơ đốc Phục lâm được mọi người biết đến nhiều nhất qua giáo lý ngày thứ bảy Sa bát, họ muốn thờ phượng ngày thứ bảy thay vì ngày Chúa nhật (chủ nhật).

### Chuộc tội
Cơ Đốc phục lâm được mọi người biết đến nhiều nhất qua giáo lý ngày thứ bảy Sa bát, nhưng tín lý chuộc tội là điều nghiêm trọng yếu về quan điểm ơn cứu rỗi và phương thức chuộc tội. Giáo lý phát xuất từ nhu cầu giải thích tại sao Đấng Christ không tái lâm vào năm 1844 nên đã diễn giải lại Đa-ni-ên 8:14 một lần nữa và kết hợp khúc Kinh Thánh này với Lê-vi ký 16 để có một cách giải thích. Có một số khái niệm trong giáo lý chuộc tội như Nơi thánh, Cánh cửa đóng, sự Thẩm tra, con Dê thế thân, phần lớn giáo lý này được đặt ra để biện luận cho sự kiện Đấng Christ tái lâm vào năm 1844, thay vì giải thích theo sự dạy dỗ của Kinh Thánh. Trong khi Cơ đốc nhân nào tin theo sự dạy dỗ của Kinh Thánh về ơn cứu chuộc thì đều có thể chắc chắn tội lỗi mình đã được xóa tội. Các bài viết của bà Ellen White từng được xem là quan trọng hơn cả các ấn phẩm Kinh Thánh, và chiếm tỷ trọng rất lớn trong các ấn phẩm Cơ đốc Phục lâm vì bà là người giải thích Kính Thánh duy nhát không thể sai lầm nên phải đọc Kinh Thánh thông qua niềm tin của bà Ellen White, thay vì đọc Kinh Thánh một cách độc lập. Tuy nhiên, một số tín nhân hiện đang thay đổi quan điểm về tính bất khả ngộ của bà Ellen White và về ý tưởng cho rằng chỉ có Giáo hội Cơ đốc Phục lâm là Hội Thánh đích thực còn sót lại.

### Kiêng cử

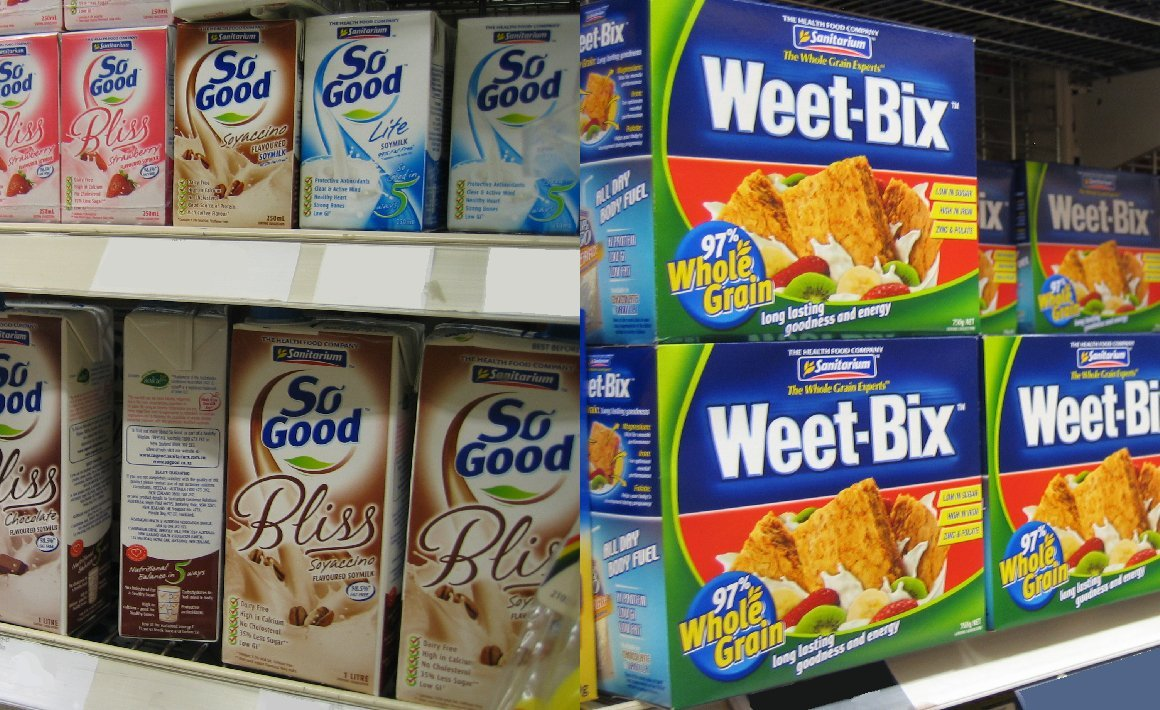
Một sản phẩm ăn kiêng

Kể từ những năm 1860 vấn đề sức khỏe đã được Hội thánh Cơ Đốc Phục Lâm nhấn mạnh. Những người theo Cơ đốc Phục lâm được biết đến với việc giới thiệu một "thông điệp sức khỏe" ủng hộ việc ăn chay và mong đợi sự tuân thủ các luật lệ của đạo kosher, đặc biệt là việc dùng thực phẩm kosher được mô tả trong Sách Lê-vi Ký 11 gồm kiêng thịt lợn, sò ốc và các "loài vật ô uế". Nhà thờ không khuyến khích các thành viên của mình dùng đồ uống có cồn, thuốc lá hoặc ma túy bất hợp pháp. Một số người Cơ đốc Phục lâm tránh cà phê, trà, cola và các loại đồ uống khác có chứa caffein. Những người tiên phong của Giáo hội Cơ đốc Phục lâm có liên quan nhiều đến việc chấp nhận phổ biến ngũ cốc ăn sáng vào chế độ ăn kiểu phương Tây
John Harvey Kellogg là một trong những người sáng lập ban đầu của công tác y tế Cơ đốc phục lâm, ông ta phát triển ngũ cốc ăn sáng như một loại thực phẩm tốt cho sức khỏe đã dẫn đến việc thành lập công ty Kellogg's của người anh trai William. Anh ta quảng cáo ngũ cốc ăn sáng nhạt nhẽo từ ngô như một cách để kiềm chế ham muốn tình dục và tránh tệ nạn thủ dâm. Ở cả Úc và New Zealand, Sanitarium Health and Wellbeing Company thuộc sở hữu của nhà thờ là nhà sản xuất hàng đầu về các sản phẩm liên quan đến sức khỏe và ăn chay, nổi bật nhất là Weet-Bix.
Nghiên cứu do Viện Y tế Quốc gia Hoa Kỳ tài trợ đã chỉ ra rằng những người Cơ đốc Phục lâm trung bình ở California sống lâu hơn người California trung bình từ 4 đến 10 năm. Nghiên cứu được trích dẫn bởi câu chuyện trang bìa của tạp chí National Geographic số tháng 11 năm 2005, khẳng định rằng những người Cơ đốc Phục lâm sống lâu hơn vì họ không hút thuốc hoặc uống rượu, có một ngày nghỉ ngơi mỗi tuần và duy trì một chế độ ăn chay lành mạnh, ít chất béo có nhiều hạt và đậu. Sự gắn kết của các mạng xã hội của Cơ đốc Phục lâm cũng được đưa ra như một lời giải thích cho việc kéo dài tuổi thọ của họ. về tuổi thọ của người theo Cơ đốc Phục lâm, cuốn sách của ông, The Blue Zones: Lessons for Living Longer From the People Who've Lived the Longest, đã đặt tên cho thành phố  Loma Linda, California là "Blue Zone" vì sự tập trung đông đảo của Cơ Đốc Phục Lâm. Ông cho rằng Cơ Đốc Phục Lâm nhấn mạnh đến sức khỏe, chế độ ăn uống và việc giữ ngày Sabát là những yếu tố chính cho tuổi thọ của người theo Cơ Đốc Phục Lâm.